# 外壬
外壬（がいじん）は殷朝の第11代王。太戊の子。中丁の弟。隞（囂）に都した。